# Galepsus buettneri
Galepsus buettneri är en bönsyrseart som beskrevs av Giglio-tos 1911. Galepsus buettneri ingår i släktet Galepsus och familjen Tarachodidae. Inga underarter finns listade i Catalogue of Life.